# 杜鵑粉蝨
杜鵑粉蝨（学名：Pealius rhododendri）为粉蝨科皮粉蝨屬下的一个种。